# (16948) 1998 HA133
A (16948) 1998 HA133 a Naprendszer kisbolygóövében található aszteroida. A LINEAR projekt keretében fedezték fel 1998. április 19-én.